# William Matthew Hart
William Matthew Hart (1830-1908) fue un ilustrador y litógrafo inglés de aves, nacido en Irlanda que trabajó para el ornitólogo inglés John Gould.

## Biografía
Hart comenzó su formación médica, pero no pudo completar sus estudios por motivos económicos. Por lo que comenzó a trabajar para Gould en 1851, iniciando una asociación que duraría treinta años. A principios de este período, hizo los patrones para las placas litográficas del trabajo de Gould sobre colibríes, además de trabajar en su libro Los pájaros de Gran Bretaña con Henry Constantine Richter. En 1870, Hart ya se había convertido en el principal artista y litógrafo de Gould. Después de la muerte de este en 1881, comenzó a trabajar para Richard Bowdler Sharpe del Museo Británico para completar el trabajo de Gould sobre las aves de Nueva Guinea y producir ilustraciones para la monografía de Sharpe sobre las aves del paraíso, titulado The Birds of New Guinea.